# René Ducassou-Péhau
René Ducassou-Péhau, né le 11 juillet 1927 à Dakar et mort le 15 juillet 2006 à Hendaye, est un ingénieur/styliste automobile français,. Il est connu principalement pour son travail au sein du bureau d'études de Panhard.

## Carrière
Ducassou-Péhau est engagé par Panhard le 1er mars 1960. Il officie en tant qu'ingénieur dans le BERC (Bureau d'études et de recherches carrosserie), et est l'assistant de Louis Bionier, responsable du développement des châssis et directeur stylistique de la firme située avenue d'Ivry, dans le 13e arrondissement de Paris. Ainsi, il est impliqué dans le dessin des derniers modèles conçus par Panhard avant sa disparition en 1967. La première tâche que Bionier confie à Ducassou-Péhau est de réaliser un restylage de la PL 17. Par la suite, il est chargé, avec André Jouan, de dessiner le projet V527, qui deviendra la Panhard 24,.
Citroën achève la prise de contrôle totale de Panhard en 1965. En 1967, Bionier est sollicité afin de moderniser la mythique mais néanmoins vieillotte 2 CV, afin de répondre aux nouveaux modèles présentés par Renault. Bien que Ducassou-Péhau soit responsable de la majeure partie des travaux, son dessin jugé trop radical ne fait pas l'unanimité. Pierre Bercot demande donc à Jacques Charreton, disciple favori de Robert Opron, de la rendre plus consensuelle. La voiture qui naît de ces révisions est produite et vendue sous le nom de Citroën Dyane,.
Ducassou-Péhau est à l'origine du volant à moyeu central fixe contenant les commandes les plus importantes pour la conduite, ainsi que l'affichage de certaines informations. Cela n'est repris sur une automobile de grande série qu'en 2004, à la sortie de la Citroën C4.

## Publications
Fin connaisseur de l'histoire et de la langue basques, Ducassou-Péhaut est l'auteur, en 1978, du livre Images de Guiche, monographie sur l'histoire et l'architecture de ce village du Labourd.

## Source bibliographique
- « René Ducassou-Péhau, des idées plein la tête », Automobilia, no 45,‎ juillet-août 2000